# Conexibacter woesei
Conexibacter woesei es una especie de bacteria grampositiva del género Conexibacter. Fue descrita en el año 2003, es la especie tipo. Su etimología hace referencia a Carl R. Woese. Es aerobia y móvil por flagelación perítrica. Tiene un tamaño de 0,6-0,7 μm de ancho por 0,9-1,2 μm de largo. Crece de forma individual o en parejas. Catalasa y oxidasa positivas. Forma colonias lisas, mucosas, pegajosas y de color cremoso. Temperatura óptima de crecimiento de 28-30 °C. Es sensible a los antibióticos amikacina, gentamicina, novobiocina, polimixina y teicoplanina. Resistente a ampicilina, aztreonam, ceftazidima, ciprofloxacino, clindamicina, kanamicina, meticilina, norfloxacino, oxacilina, rifampicina, estreptomicina, trimetoprim y tobramicina. Tiene un contenido de G+C de 71%. Se ha aislado de suelo forestal en Italia. 